# مناره گودک
مناره گودک (ترکی آذربایجانی: Gödək minarə) یک مسجد چهارگوش با مناره است که در منطقه تاریخی یوخاری باش، در خیابان ساری‌تورپاق شماره ۱۸ محله ساری تورپاقی شهر شکی جمهوری آذربایجان واقع شده است. بنا به دستور کابینه جمهوری آذربایجان در مورد بناهای تاریخی و فرهنگی، این مسجد به عنوان یکی از «آثار تاریخی و فرهنگی با اهمیت محلی» اعلام شد.

مسجد و مناره در سده نوزدهم میلادی ساخته شدند. تا همین اواخر مهدکودکی در ساختمان مسجد فعالیت می‌کرد. پس از آن، مهد کودک به ساختمان دیگری منتقل شد و مناره گودک بازسازی شد.

## نگارخانه

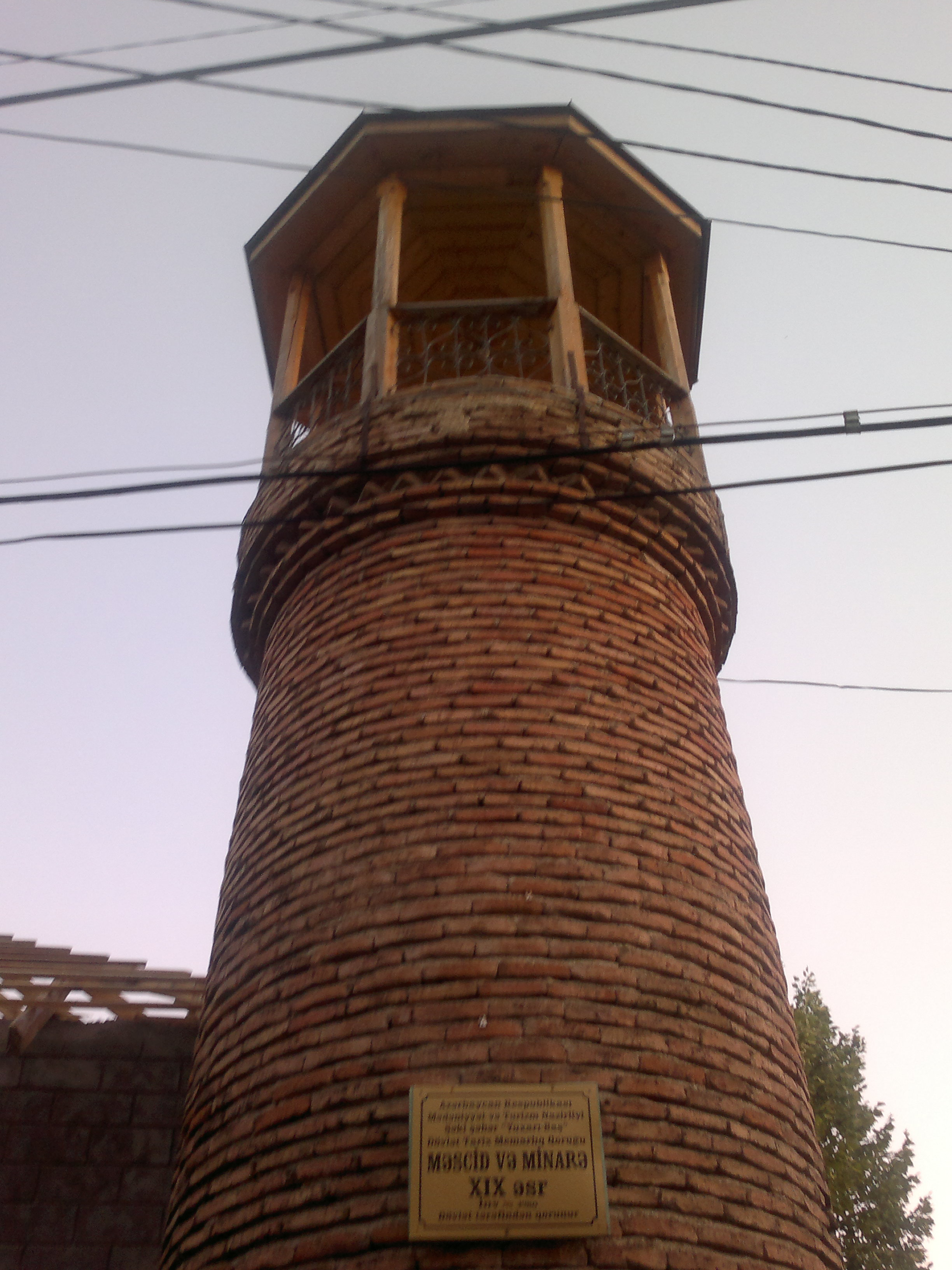
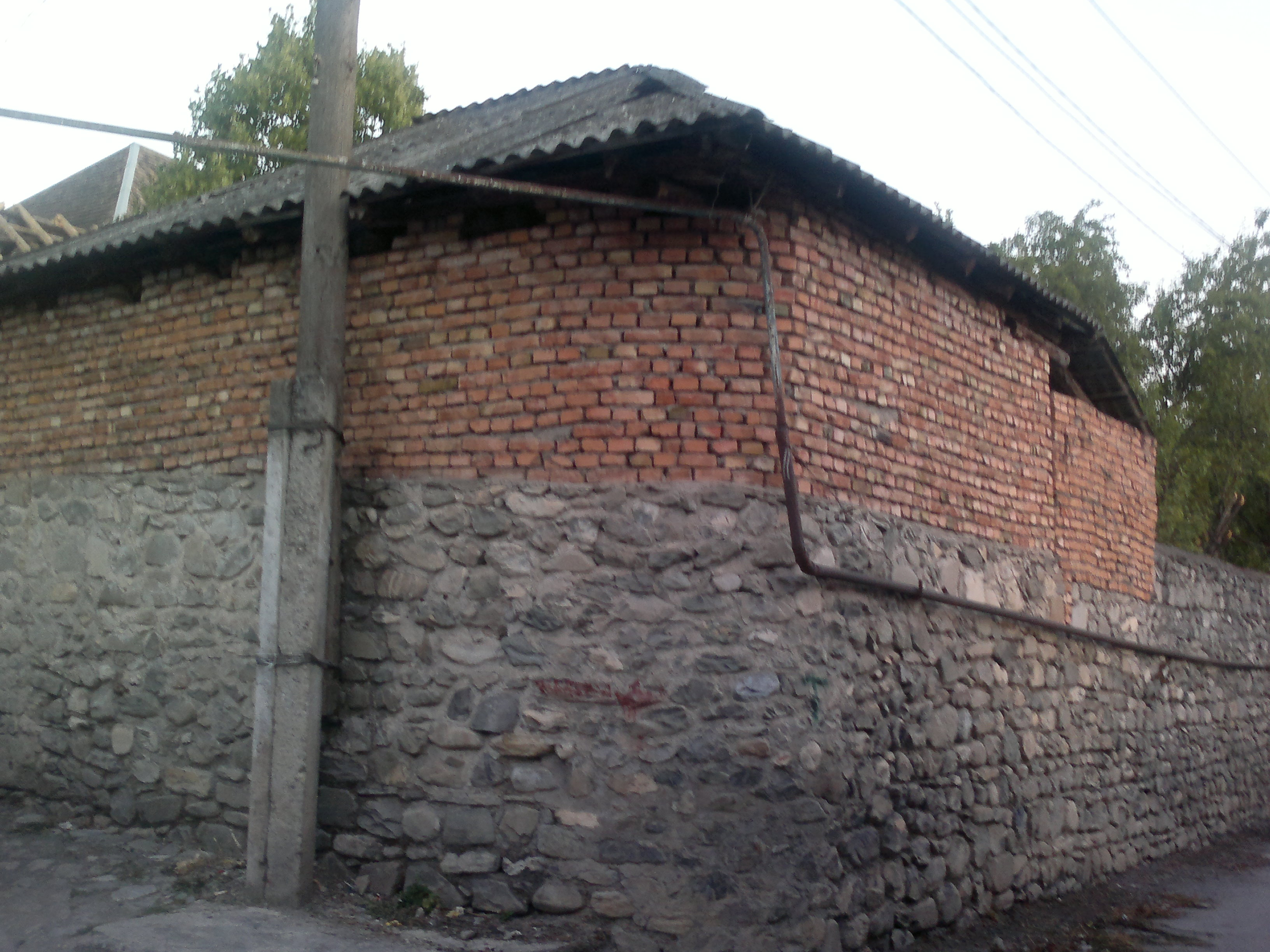
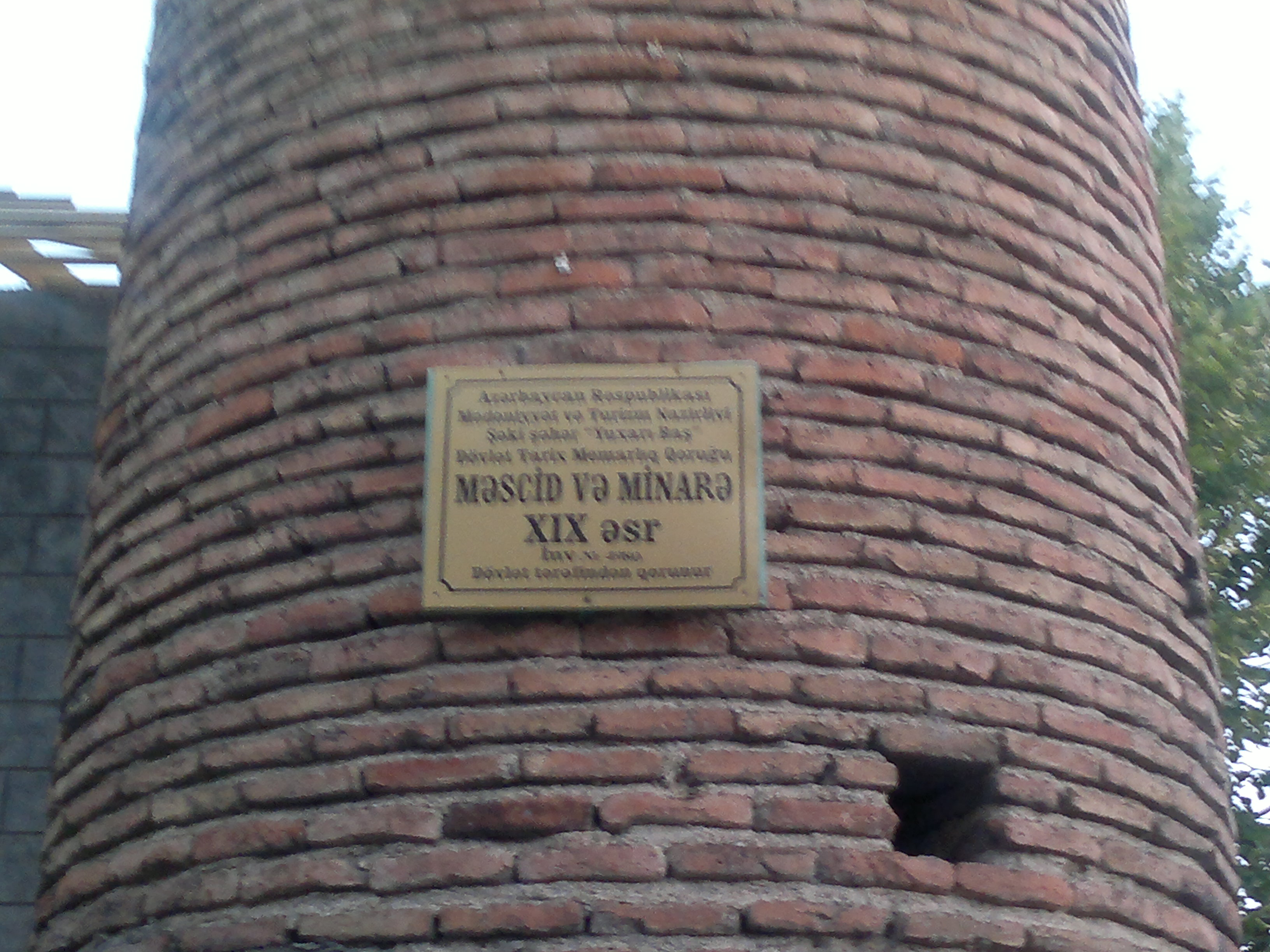